# جيرالد بانجكايل
جيرالد بانجكايل (بالإندونيسية: Gerald Pangkali)‏ (20 أكتوبر 1982 في إندونيسيا - ) هو لاعب كرة قدم إندونيسي في مركز الوسط. لعب مع برسيبورا جايابورا وبرسيجا جاكارتا ومادورا يونايتد وPSPS Pekanbaru ‏ وPersiss Sorong ‏.

## روابط خارجية
- جيرالد بانجكايل على موقع قاعدة بيانات كرة القدم.إي يو (الإنجليزية)
- جيرالد بانجكايل على موقع Soccerway.com (الإنجليزية)